# Vendsyssel-Thy
Vendsyssel-Thy (nach den Landschaften Vendsyssel und Thy) oder Nordjütische Insel (dänisch Nørrejyske Ø) ist der nördlichste Teil Jütlands. Das Gebiet wird im Süden durch den Limfjord von der Jütischen Halbinsel getrennt; es wurde jedoch erst durch die Februarflut 1825 zu einer Insel.
Im allgemeinen Sprachgebrauch wird das Gebiet weder als Insel noch als ein Ganzes verstanden, sondern als die drei traditionellen Gegenden Thy, Han Herred und Vendsyssel bezeichnet. Die Bezeichnung Nordjütland umfasst auch die Insel Mors und die Region Himmerland südlich des Limfjords. Über das Gebiet verwenden die Dänen auch das Adjektiv nordenfjords („nördlich des Fjords“).

## Entstehung
Von etwa 1100 bis zur Februarflut 1825 war die Insel noch mit dem Festland verbunden und wird bis heute in der allgemeinen Wahrnehmung selten als Insel betrachtet. Dabei ist sie mit einer Fläche von 4685,73 km² die zweitgrößte Insel Dänemarks. Auf ihr leben 297.756 Einwohner (1. Januar 2023).

## Einteilung und Verwaltung
Kulturgeographisch wird Vendsyssel-Thy stets als Teil Jütlands betrachtet. Das Gebiet gehört seit 2007 wie die Nachbarinseln Mors, Læsø, Hirsholmene, Livø und die südlich des Fjords gelegene Landschaft Himmerland zur Verwaltungsregion Nordjylland.
Zur Verwaltungsregion Midtjylland gehört jedoch der südliche Ausläufer von Thy, Thyholm.

## Geographie

Luftbild

Städte und größere Orte:
Vendsyssel: Hjørring, Frederikshavn, Skagen, Brønderslev, Sæby, Hirtshals, Løkken sowie Nørresundby (Teil der Kommune Ålborg)
Hanherred: Fjerritslev, Brovst
Thy: Thisted, Hanstholm, Hurup, Hvidbjerg
Am Nehrungshaken Grenen in Skagen stoßen Skagerrak und Kattegat aufeinander.
Höchster Punkt der Insel ist der 136 Meter hohe Knøsen nördlich der Ortschaft Dronninglund. Direkt daneben liegt der Knaghøj, der fast die gleiche Höhe erreicht. Diese Hügel liegen auf dem Höhenrücken Jyske Ås, der sich über eine Länge von 25 km erstreckt und weitere Erhebungen über 100 Meter aufweist: Allerup Bakker, Storstensbakken, Voldene und Skelbakken.

## Verkehrsanbindungen

### Straßen- und Bahnverkehr
Von Westen nach Osten bestehen die folgenden festen Querungen:
- Oddesundbroen – Straßen- und Bahnbrücke über Oddesund bei Struer
- Vilsundbroen – Straßenbrücke über Vilsund zur Insel Mors (und von dort weiter über die Sallingsundbrücke zum jütischen "Festland")
- Aggersundbroen – Straßenbrücke nach Himmerland in der Mitte des Limfjords
- Eisenbahnbrücke über den Limfjord in Aalborg
- Limfjordsbroen – Straßenbrücke, verbindet den Ortsteil Nørresundby mit dem Zentrum Ålborgs
- Limfjordtunnel – Autobahntunnel der E45 in Ålborg

Eine westliche Querung in Ålborg, die sogenannte Dritte Limfjordverbindung (den tredje limfjordsforbindelse) befindet sich seit vielen Jahren im Planungsverfahren.

### Schiffsverkehr
Über den Limfjord verkehren die Autofähren:
- Thyborøn–Agger
- Neessund (bei Hurup von Thy nach Mors)
- Feggesund (bei Vesløs von Hannæs nach Mors)
- Ålborg zur Insel Egholm
- Hals–Egense bei der östlichen Öffnung des Limfjords

Nach Norden verkehren ab Hirtshals Havn Fähren nach Norwegen, den Färöern und Island. Von Frederikshavn verkehren Fähren nach Norwegen und Schweden. Es gab früher Fähren von Hanstholm nach Kristiansand/Mandal/Egersund/Bergen (Norwegen) sowie kurzzeitig Skagen-Marstrand (Schweden).
Bis ins frühe 19. Jahrhundert verbanden Dampfschiffe die Städte entlang des Limfjords, wie Ålborg, Løgstør, Thisted, Struer, Nykøbing und Skive. Sie fuhren bis einige Jahrzehnte nach Ausbau des Eisenbahnnetzes. Die Nachtfähre Ålborg–Kopenhagen war von 1936 bis 30. September 1970 ein wichtiger Teil des dänischen Binnenverkehrs; es bestand die Möglichkeit der Passagierauswechslung bei Hals.